# Baloncesto Profesional Colombiano
O Baloncesto Profesional Colombiano é a liga profissional de basquetebol da Colômbia. Fundada em 1988, é organizada pela Federación Colombiana de Baloncesto.

## Times da temporada 2013–II

### Equipes da Liga A
- Academia de la Montaña
- Águilas de Tunja
- Bambuqueros
- Búcaros de Santander
- Cafeteros de Armenia
- Caribbean Heat de Cartagena
- Cimarrones de Chocó
- Condores
- Guerreros de Bogotá
- Halcones de Cúcuta
- Once Caldas
- Piratas de Bogotá

## Campeões
| Temporada | Campeão                  |
| --------- | ------------------------ |
| 1988      | Cali Sport - JGB         |
| 1989      | Caldas Bancafetero Aces  |
| 1990      | Antioquia - Sprite       |
| 1991      | Valle - Sensus           |
| 1992      | Valle Sensus             |
| 1993      | Paisas - Pilsen          |
| 1994      | Leopardos de Bucaramanga |
| 1995      | Caimanes de Barranquilla |
| 1996      | Paisas - Pilsen          |
| 1997      | Caimanes de Barranquilla |
| 1998      | Caimanes de Barranquilla |
| 1999      | Piratas de Bogotá        |
| 2000      | Sabios de Caldas         |
| 2001      | Paisas - Pilsen          |
| 2002      | cancelado                |
| 2003      | Piratas de Bogotá        |
| 2004      | Piratas de Bogotá        |
| 2005      | cancelado                |
| 2006      | Búlcaros de Santander    |
| 2007      | Búlcaros de Santander    |
| 2008      | Cúcuta-Norte             |
| 2009      | Cúcuta-Norte             |
| 2010      | Arrieros de Antioquia    |
| 2011      | Búlcaros de Santander    |
| 2012      | Búlcaros de Santander    |
| 2013-I    | Bambuqueros              |
| 2013-II   | Guerreros de Bogotá      |

## Títulos por clube
- 5 títulos: Búcaros de Santander: 1994 (como Leopardos de Bucaramanga), 2006, 2007, 2011, 2012
- 4 títulos: Arrieros de Antioquia: 1993, 1996, 2001 (como Paisas - Pilsen), 2010
- 3 títulos: Piratas de Bogotá: 1999, 2003, 2004
- 3 títulos: Caimanes de Barranquilla: 1995, 1997, 1998
- 2 títulos: Norte de Santander: 2008, 2009 (como Cúcuta-Norte)
- 2 títulos: Valle - Sensus: 1991, 1992
- 1 título: Guerreros de Bogotá: 2013-II
- 1 título: Bambuqueros: 2013-I
- 1 título: Sabios de Caldas: 2000
- 1 título: Antioquia - Sprite: 1990
- 1 título: Caldas Bancafetero Aces: 1989
- 1 título: Cali Sport - JGB: 1988